# Moteur Diesel
Pour les articles homonymes, voir Diesel.
Le moteur Diesel, appelé également moteur à allumage par compression, est un moteur à combustion et explosion dont la combustion est déclenchée lors de l'injection de carburant dans la chambre de combustion remplie d'air comprimé, par un phénomène d'auto-inflammation. Celui-ci est permis par les températures de 700 à 900 °C, atteintes par la compression de l'air dans les cylindres jusqu'à un taux de compression de 14:1 à 25:1. 
Le moteur Diesel tire son nom des travaux de Rudolf Diesel entre 1893 et 1897.
Le moteur Diesel peut être soit à deux temps (surtout sur les navires, avec suralimentation par compresseur et injection pneumatique), soit à quatre temps, notamment dans les véhicules routiers et la plupart des navires.

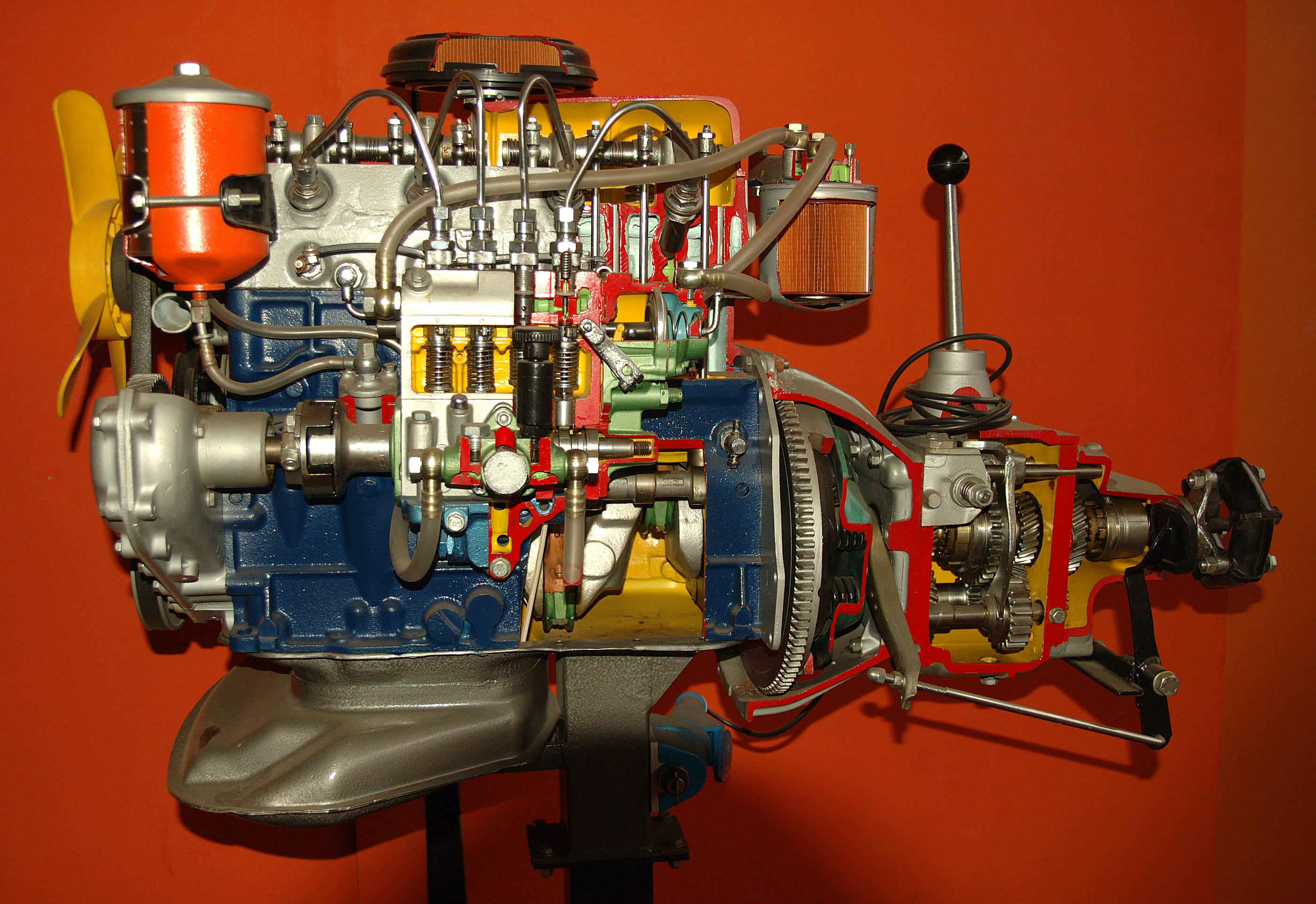
Éclaté didactique d'un moteur Diesel avec sa boîte de vitesses (côté droit).

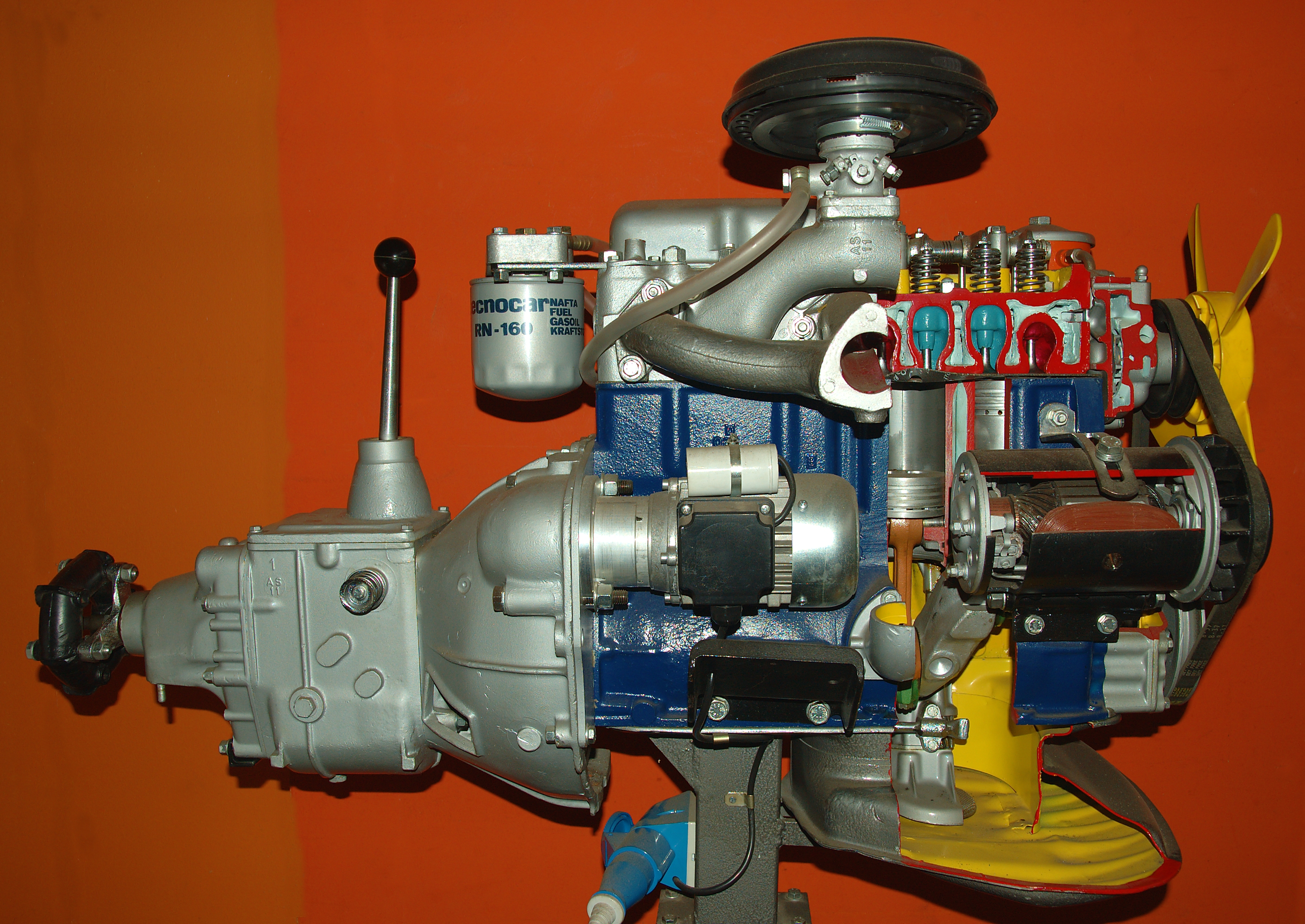
Éclaté didactique d'un moteur Diesel avec sa boîte de vitesses (côté gauche).

## Histoire

### XIXesiècle

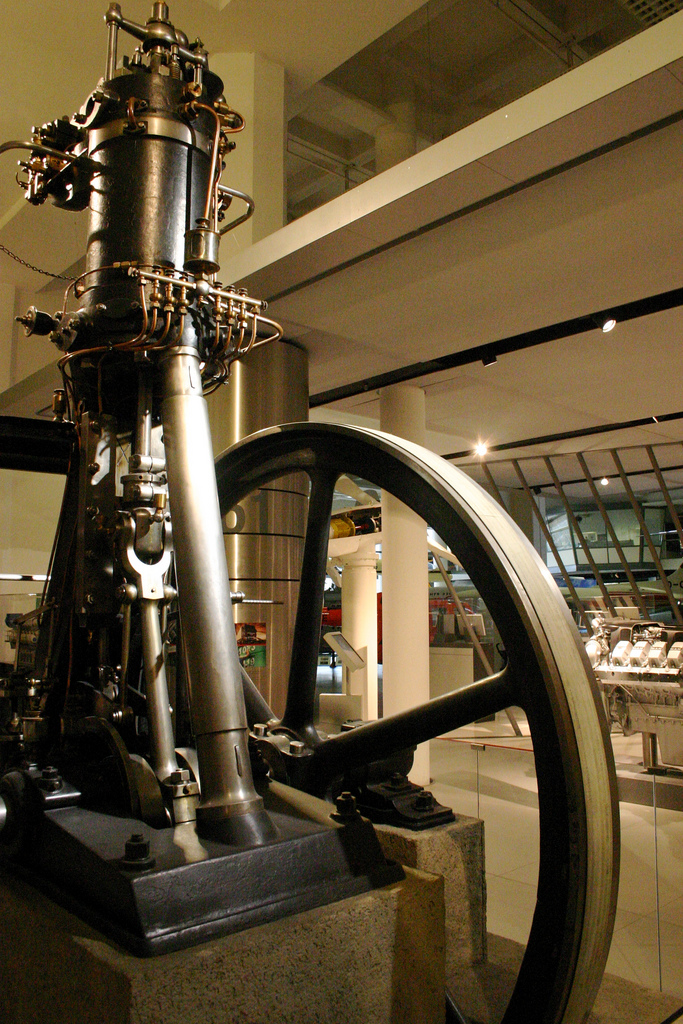
Premier moteur Diesel de 1897, au Deutsches Museum.

Si le brevet du moteur à combustion interne a été déposé dès 1807 par François Isaac de Rivaz, il faut attendre Étienne Lenoir en 1860 pour en voir apparaître la première véritable application. La machine, qui s'apparente à un moteur à allumage commandé, fonctionne d'abord au gaz d'éclairage, ce qui impose de la relier aux canalisations de la ville. Le début de l'industrie pétrolière, dans les années 1850, et l'invention du carburateur par Siegfried Marcus, en 1865, poussent Lenoir à présenter à l'Exposition universelle de 1867 un moteur à essence, alors un sous-produit de la distillation du pétrole lampant. Tandis que la technique se perfectionne, notamment par les premières applications que fait Nikolaus Otto du cycle de Beau de Rochas à partir de 1876, Rudolf Diesel cherche à la rendre plus simple, petite et accessible, permettant l'usage de n'importe quel carburant. Le 27 février 1892, il dépose un brevet pour un moteur à charbon pulvérisé, dans lequel la combustion est déclenchée par la forte compression, et non par allumage commandé. Assisté de Frédéric Dyckhoff, et soutenu par le directeur de la fabrique de machines d'Augsbourg (future MAN), il entreprend d'en construire les premiers prototypes à partir de 1894,. Ils testent différents combustibles, entre produits du pétrole et gaz d'éclairage, puis aboutissent à un premier vrai résultat en 1897 : un moteur à injection pneumatique de combustible liquide, d'une cylindrée de 19,6 L, offrant 14,7 kW (20 ch) à 172 tr/min pour une consommation de 238 g/ch/h,.

### XXesiècle
En 1900, à l'occasion de son lancement commercial, l'invention décroche le Grand Prix de l'exposition universelle.
En raison de son poids dû aux renforcements qu'imposent les pressions et les températures élevées, surtout lors de la combustion, à sa mécanique (culasse, pistons, vilebrequin), et de la complexité amenée par sa pompe d'injection pneumatique, le moteur Diesel est alors réservé aux engins lourds. Équipant d'abord des installations pour la plupart fixes, il intègre les chantiers navals russes de Ludvig Nobel au cours de l'hiver 1902/1903, puis les chantiers français en 1903 quand Adrien Bochet et Frédéric Dyckhoff équipent la péniche Le Petit Pierre sur le canal de la Marne au Rhin. La marine nationale équipe en 1904 un premier sous-marin , l'Aigrette, doté d'un moteur Diesel de 140 ch de la Compagnie française des moteurs à gaz et des constructions mécaniques, puis la Royal Navy construit son premier exemplaire doté d'un moteur à boule chaude Hornsby-Akroyd de six cylindres de 500 ch l'année suivante sur le HMS A13[réf. souhaitée]. La donne commence à changer en 1909, quand Prosper L'Orange, employé de Benz & Cie, invente l'injection mécanique, un système plus simple et léger que son homologue à air.

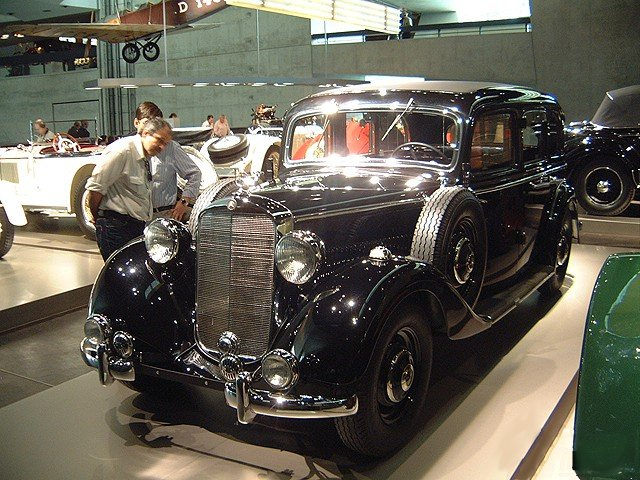
Mercedes Benz 260D de 1936

Après la Première Guerre mondiale, le moteur Diesel se répand à tout le secteur maritime, puis équipe des locomotives et des véhicules automobiles. Peugeot teste en 1921 un prototype entre Paris et Bordeaux. L'année suivante, Benz met sur le marché un deux cylindres pour tracteurs agricoles, puis c'est Daimler qui, en 1923, expose des camions à moteurs Diesel au Salon de Berlin, et effectue un trajet Berlin-Stuttgart-Berlin à bord d'un autre. Les optimisations apportées par Robert Bosch au cours des années qui suivent achèvent d'ouvrir les voies de la démocratisation. Depuis 1928, Peugeot fabrique dans son usine de moteurs CLM (Compagnie Lilloise de Moteurs) à Lille des moteurs Diesel destinés aux bateaux, autorails et tracteurs agricoles. Citroën commercialise en 1933 une Rosalie 11UD de manière assez confidentielle, première voiture particulière de série équipée d'un moteur Diesel au monde, d'une cylindrée de 1 766 cm3. Mercedes remporte en 1935 un contrat pour équiper une flotte de taxis allemands de moteurs Diesel. La marque sort l'année suivante un modèle pour le grand public, la 260 D, avant que Peugeot ne l'imite en 1938 avec sa 402.
Stoppé par la Seconde Guerre mondiale, le mouvement reprend en 1949 avec la Mercedes 170 D, puis en 1959 la Peugeot 403 D et son moteur Indenor, très appréciés des taxis parisiens,. Le développement du réseau routier et l'essor du taxi dans les métropoles favorisent en effet l'expansion du moteur Diesel, plus cher à l'achat mais dont le carburant, le gazole, a un coût moins élevé que l'essence.

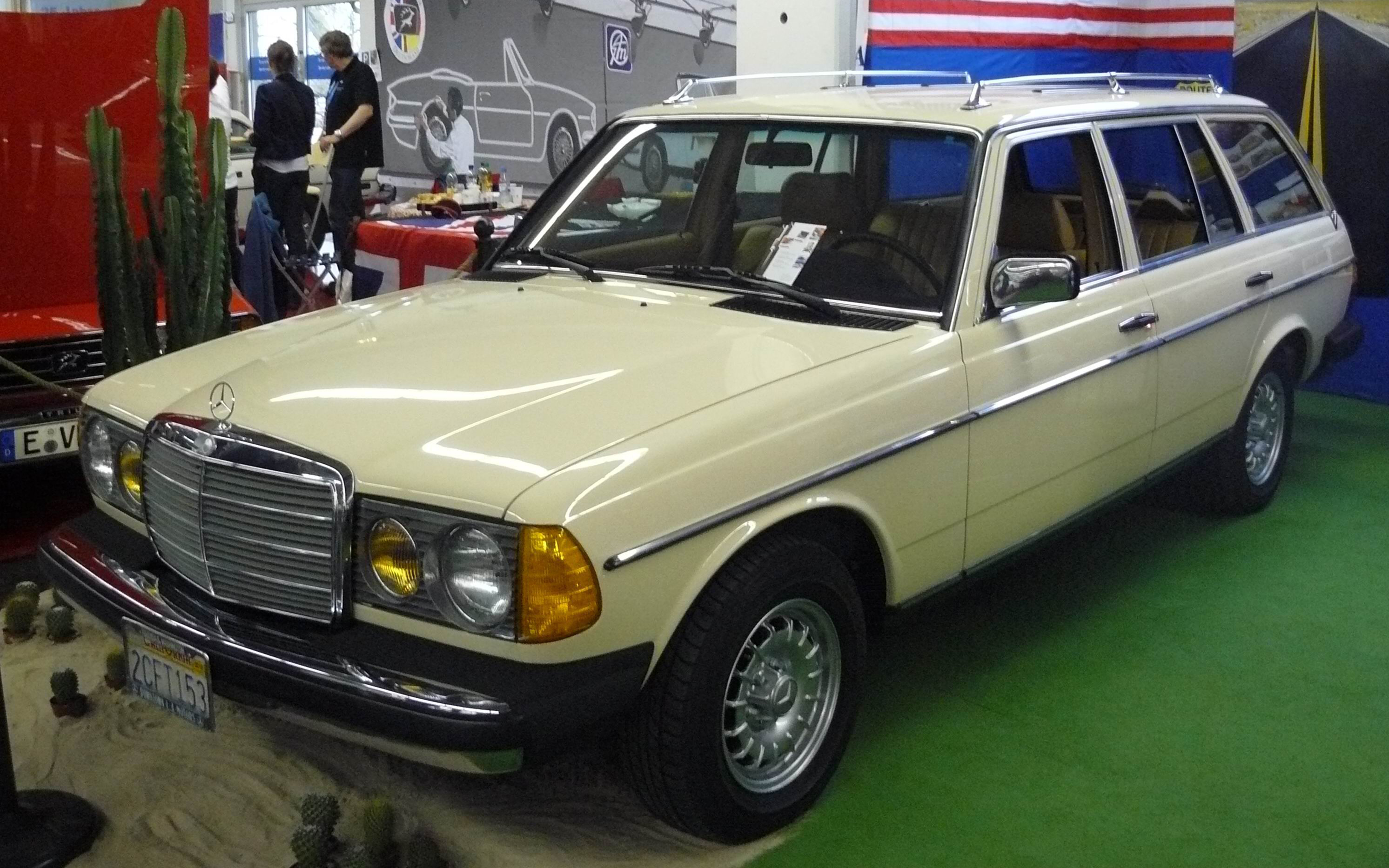
Mercedes W123 300 TD US doté du moteur turbo-diesel OM 617A.

 L'allégement des taxes consécutif aux crises de 1973 et 1979, combiné à l'arrivée des premiers turbocompresseurs (la Mercedes classe S 300 SD de 1977, réservée aux États-Unis puis la Mercedes-Benz Type 123 européenne 300 TD en 1979, sortie juste après la Peugeot 604 D), vient encore aider au déploiement de la technologie. Volkswagen présente une première compacte grand public à moteur Diesel, la Golf D, puis signe le retour de l'injection directe via sa filiale Audi, avec la 100, précurseur du TDI, en 1985 (technologie développée par FIAT pour son modèle Croma puis revendue à Volkswagen). Douze ans plus tard apparaît sur une Alfa Romeo 156 la première application de l'injection directe à rampe commune, technologie développée par Magneti Marelli puis revendue à Bosch.

### XXIesiècle
Le succès du moteur Diesel pour les véhicules légers en Europe (son image reste médiocre sur les marchés asiatiques et américains) commence à fléchir à l'entame du XXIe siècle. Cette situation résulte de plusieurs facteurs simultanés : d'une part, la prise en compte de ses aspects polluants entache sa perception par le public et engendre un durcissement des normes, qui sera amplifié après le scandale Dieselgate en 2015 ; d'autre part, l'optimisation et la complexification des systèmes employés conduisent à des prix plus élevés, tout en augmentant les occurrences de pannes. La proportion de motorisations Diesel dans les ventes de voitures neuves en France baisse depuis la fin des années 2000 : 17,3 % en 2022 contre 65 % au 1er trimestre 2014, 69 % sur la même période de 2013, 73 % en 2012 et 77 % en 2008. La France reste cependant l'un des premiers pays européens quant à l'utilisation de la motorisation Diesel, derrière le Luxembourg, l'Irlande et le Portugal, mais devant l'Espagne (66,3 %), et nettement au-dessus de la moyenne ouest-européenne (53,3 % en 2013).

## Principes de fonctionnement et caractéristiques

### Principes de fonctionnement

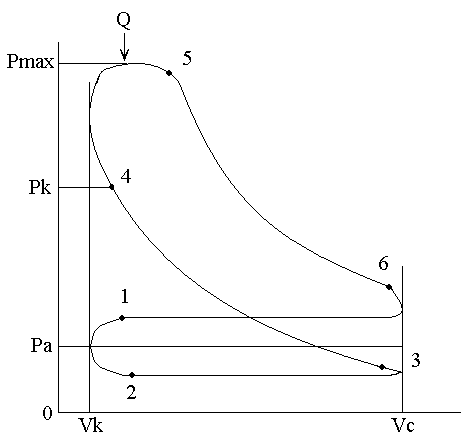
Diagramme pression-volume du cycle d'un moteur Diesel.

Comme le moteur thermique à essence, le moteur Diesel est constitué d'un ensemble de pistons coulissant dans des cylindres, reliés par des bielles au vilebrequin. L'ensemble est recouvert d'une culasse, où des soupapes, actionnées par un arbre à cames lui-même synchronisé au vilebrequin, ouvrent et ferment alternativement les chambres de combustion, reliées aux collecteurs d'admission et d'échappement. Dans les systèmes modernes à injection directe, de l'air est aspiré dans la chambre de combustion (le volume libéré par la descente du piston dans le cylindre). En remontant, le piston comprime et chauffe l'air admis précédemment. Légèrement après le point mort haut, du carburant est à son tour injecté. Le mélange ainsi formé entre en combustion rapide repoussant le piston en un temps moteur, puis les gaz brûlés sont évacués par la remontée du piston dans l'échappement.
Variante du cycle de Beau de Rochas, le cycle Diesel se décompose aussi en quatre temps :
1. Admission d'air par l'ouverture de la soupape d'admission et la descente du piston ;
2. Compression de l'air par remontée du piston, la soupape d'admission étant fermée ;
3. Temps moteur : peu après le point mort haut on introduit, par une injection, le carburant qui se mêle à l'air comprimé. La combustion rapide qui s'ensuit constitue le temps moteur : les gaz chauds repoussent le piston, libérant une partie de leur énergie. Celle-ci peut être mesurée par la courbe de puissance moteur ;
4. Échappement des gaz brûlés par l'ouverture de la soupape d'échappement, poussés par la remontée du piston.

Schéma animé du fonctionnement d'un moteur diesel à quatre temps.

La spécificité du moteur Diesel tient à son auto-inflammation dans la chambre.
Dans un moteur à essence : on fait monter en pression un mélange gazeux air/carburant quasiment homogène (richesse autour de 14,7:1, c'est-à-dire un mélange stœchiométrique), puis on provoque son inflammation à l'aide d'une étincelle commandée : un front de flamme se répand à partir de ce point d'ignition, puis atteint progressivement tout le mélange. On évite précisément les situations d'auto-allumage, car elles provoquent un phénomène de cliquetis, et à terme des dégâts matériels qui peuvent être graves.
Dans un moteur Diesel : on profite des propriétés du carburant en présence d'air pour rechercher cette auto-inflammation. On ajuste la proportion de carburant injecté à débit d'air entrant constant, et la compression elle-même qui fait monter le mélange en pression et en température. La combustion n'est en fait idéale qu'aux endroits de la chambre qui sont en présence des bonnes conditions, à la fois de concentration, de pression et de température. Pour compenser ce problème, on augmente la compression du mélange, notamment par un excès d'air admis. Cette méthode permet de limiter l'émission de gaz imbrûlés, mais conduit à d'autres inconvénients, comme la formation d'oxydes d'azote (NOx) et le besoin d'avoir recours à des pièces beaucoup plus résistantes.
Afin de permettre l'auto-inflammation du mélange, l'air entrant est comprimé à hauteur de 20:1 (environ 35 bars), et sa température portée de 600 à 1 500 °C environ. Sitôt le carburant injecté (pulvérisé sous la forme d'un brouillard de fines gouttelettes), il s'enflamme presque instantanément, sans qu'il soit nécessaire de recourir à un allumage commandé par bougie. En brûlant, le mélange augmente fortement la température et la pression dans le cylindre (60 à 100 bars), repoussant le piston et entraînant, via la bielle, la rotation du vilebrequin.

### Combustion
La combustion qui s'opère dans les cylindres d'un moteur Diesel consiste en l'oxydation vive du carburant par le dioxygène présent dans l'air. Les produits de cette réaction se résumeraient au dioxyde de carbone et à l'eau si le carburant ne contenait que des hydrocarbures, l'air uniquement de l'oxygène, et si la combustion était complète et non accompagnée de réactions secondaires. La combustion est exothermique, c'est-à-dire qu'elle dégage de la chaleur.
Si on suppose le carburant entièrement constitué d'hexadécane, la réaction de combustion interne du moteur Diesel peut être décrite, en première approximation, par l'équation de la combustion complète de l'hexadécane :
hexadécane + dioxygène → dioxyde de carbone + eau, soit :
2 C16H34 + 49 O2 → 32 CO2 + 34 H2O
la chaleur dégagée étant d'environ 9 951 kJ (PCI) par mole d'hexadécane brûlée.
Dans les conditions stœchiométriques de la combustion « neutre » (sans excès d'oxygène), il faut 3,46 g de dioxygène pour brûler 1 g d'hexadécane, soit, pour une combustion à l'air, 14,96 g d'air (supposé sec) par gramme d'hexadécane. Cette combustion neutre dégage, pour chaque gramme d'hexadécane brulé :
- 15,96 g de gaz, contenant 11,30 g de diazote, 0,19 g d'argon, 3,12 g de dioxyde de carbone (dont 3,11 g provenant de la combustion de l'hexadécane) ;
- 1,35 g de vapeur d'eau.

En pratique, le ratio utilisé dans les moteurs Diesel est plutôt de 14,7 g d'air par gramme de gazole. Les gaz résiduaires de la combustion Diesel réelle comportent donc principalement du diazote, du dioxygène, du dioxyde de carbone, de la vapeur d'eau et de l'argon ; viennent s'y ajouter divers polluants résultant du caractère imparfait de la combustion principale et de l'existence de diverses réactions secondaires.

### Vitesse et puissance
Les vitesses de rotation des moteurs Diesel sont très différentes d'un moteur à un autre. En effet, plus le moteur est gros, plus la course du piston est grande, et plus le moteur est lent. Trois classes de moteurs sont ainsi définies[réf. souhaitée] :
- moteur lent : moins de 200 tr/min ;
- moteur semi-rapide : entre 400 et 1 000 tr/min ;
- moteur rapide : 1 000 tr/min et plus.

La limite maximale du régime de rotation d'un moteur est déterminée par la vitesse de déplacement du piston dans le cylindre. Les constructeurs motoristes, suivant l'utilisation du moteur et la fiabilité qui leur est demandée, ont fixé les plages limites (résultat d'essais d'usure) suivantes[réf. souhaitée] :
- moteur fixe (groupe électrogène, gros moteur de bateau) : 6 à 8 m/s ;
- moteur de poids lourds : 8 à 9 m/s ;
- moteur d'automobile : 12 à 13 m/s ;
- moteur de compétition : au-delà de 15 m/s.

Ces limites déterminent la durée de vie du moteur et sa puissance, en chevaux ou kilowatts, par litre de cylindrée. La mise en survitesse du moteur risque de conduire à des chocs pistons-soupapes qui se traduisent souvent par le flambage des queues de soupapes ou de leurs tiges de commande.
La vitesse de rotation d'un moteur est directement liée à la course du piston (donc à la cylindrée) et à son usage. En effet, schématiquement, plus le piston est gros, plus sa course est importante[pas clair]. Par exemple, le moteur DW10 ATED de PSA, d'une cylindrée totale de 1 997 cm3 (quatre cylindres), se caractérise par un alésage de 85 mm, une course de 88 mm et un régime de puissance maximale de 4 000 tr/min ; pour ce moteur, la distance parcourue par le piston dans le cylindre est donc de 2 × 88 mm (une course aller et une course retour) par tour de moteur, soit 176 mm ; à 4 000 tr/min la vitesse moyenne de déplacement linéaire est donc 0,176 × 4 000 m/min, soit 11,7 m/s.
Certains moteurs Diesel lents de type deux-temps dépassent 100 000 ch. Le porte-conteneurs Emma Mærsk est ainsi équipé d'un moteur Wärtsilä RT-flex96C 14-cylindres, moteur à deux temps lent de 108 800 ch à 92-102 tr/min[réf. souhaitée]. Les cylindres ont un alésage de 96 cm et les pistons une course de 2,5 m. Ce moteur a une hauteur d'environ 13 mètres et une longueur de 26 mètres pour un poids de 2 300 tonnes. À chaque tour, le piston se déplace de 5 m (une course aller et une course retour). Au régime maxi de 92 tr/min, la vitesse linéaire moyenne est alors de 8,5 m/s.

## Usages

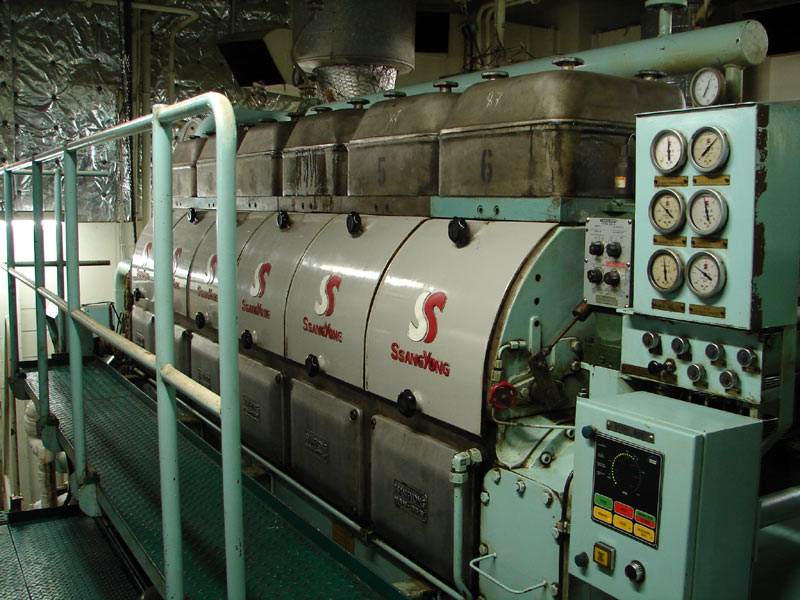
Diesel-alternateur sur un pétrolier.

Le moteur Diesel est de préférence utilisé lorsque le rendement énergétique ou la longévité du moteur sont des facteurs importants : bateaux, locomotives, camions, tracteurs agricoles et engins de travaux publics. Ils sont aussi utilisés pour les groupes électrogènes de forte puissance et certaines automobiles. Bien que les principaux usages correspondent en pratique à des moteurs développant un couple important, un moteur Diesel n'a pas, a priori, plus de couple qu'un moteur à allumage commandé, sauf dans le cas de la suralimentation, du fait du carburant utilisé et de la nécessité d'éviter la détonation[réf. nécessaire] ; le moment des architectures Diesel et essence en automobile plafonne actuellement aux environs de 200 N m/L de cylindrée.

### Propulsion de navires
D'un point de vue historique, c'est la marine de guerre qui s'intéresse en premier aux moteurs Diesel. En effet, compte tenu des dimensions des premiers moteurs Diesel, il semblerait naturel [style à revoir]que les ingénieurs et architectes navals se soient, avant tous les autres, intéressés à ce nouveau moteur qu'ils avaient la place d'accueillir. C'est  un navire marchand danois, le MS Selandia, qui en fut équipé le premier en 1912[réf. souhaitée]. C'est à modérer par d'autres considérations, puisque ce sont, avant tout, les sous-marins qui en furent équipés[réf. souhaitée]. Ainsi, l'ingénieur français Maxime Laubeuf équipa d'un moteur Diesel son sous-marin l'Aigrette (1901) car les moteurs à essence ne développaient alors pas assez de puissance et les moteurs à vapeur, dégageant trop de fumée, auraient été contre-productifs, le souci étant précisément de mettre au point un bâtiment discret. Par ailleurs, même si le moteur Diesel connaît une importante progression durant l'entre-deux-guerres, la vapeur reste prépondérante (la chauffe au charbon étant progressivement délaissée au profit de la chauffe au mazout)[réf. souhaitée]. C'est par exemple le cas du paquebot Normandie ou des cuirassés géants de la Seconde Guerre mondiale (Yamato, Bismarck, etc.).Il faudra attendre la deuxième moitié du XXe siècle pour voir le moteur Diesel se répandre dans les moyens de transport maritime (armés ou non) au point de devenir au XXie siècle un standard de motorisation que n'a pas réussi à concurrencer la propulsion nucléaire (plus chère par différents aspects). 

### Propulsion de véhicules terrestres et d'aéronefs
Les premiers véhicules terrestres équipés de moteurs Diesel sont apparus au début des années 1920 (Benz et Daimler). D'abord destiné aux moyens de transport « lourds » (camions, notamment), le moteur Diesel a fini par se tailler une place dans l'automobile individuelle ou familiale, même si la motorisation « essence » y reste majoritaire[réf. souhaitée].
Le pouvoir calorifique du gazole (en MJ/kg) est légèrement plus faible que celui de l'essence. Mais, sa masse spécifique étant plus grande, un litre de gazole contient plus d'énergie qu'un litre d'essence : pour des véhicules de même taille, un même volume de réservoir permet de parcourir une distance plus grande avec un moteur Diesel qu'avec son équivalent essence.
Pour les véhicules, une taxation légèrement plus favorable en France et un rendement supérieur des moteurs Diesel font que ceux-ci se révèlent plus économiques à la pompe. Les véhicules équipés de moteurs Diesel sont toutefois plus chers à l'achat et à l'entretien, et ce d'autant plus pour les modèles récents, car les coûts de production ont été accrus afin d'améliorer certaines caractéristiques de ces véhicules, comme la capacité d'accélération, initialement moindre pour les moteurs Diesel que pour leurs homologues à essence. Si les moteurs Diesel sont répandus en France, aux États-Unis, en revanche, les voitures et les camions fonctionnent encore très majoritairement à l'essence, qui reste moins chère que le gazole. Au Japon, en raison de normes anti-pollution plus sévères (au niveau des particules et du dioxyde d'azote), les moteurs Diesel sans filtre à particules (FAP) ont été éliminés.

En revanche, la motorisation Diesel est rarement utilisée sur les motocyclettes et les avions, notamment pour une question de masse embarquée, à l'exception des avions Clerget qui se distinguaient par un rapport poids-puissance comparable à celui d'un moteur à essence, mais son développement a été abandonné après la Seconde Guerre mondiale (1947). L'utilisation de moteurs Diesel est réapparue, sur avions légers, dans les années 1980 : Cessna L19 équipé d'un moteur Diesel de Renault 25 poussé à 135 ch en 1988[réf. souhaitée], avion de construction amateur Dieselis équipé d'un Isuzu (Opel) 70 ch en 1998. Il existe au XXIe siècle des moteurs spécifiques (SMA) ou dérivés de l'automobile (Centurion sur base Mercedes du motoriste allemand Thielert) utilisés sur plusieurs modèles d'avions :  Diamond DA40 et DA42 de l'autrichien Diamond Aircraft ;  Ecoflyer du français APEX aircraft (ex-DR 400 de Robin); avion amateur Gaz'aile 2 et Dieselis. Les motocyclettes à motorisation Diesel ont connu quelques essais sporadiques, mais la production reste soit amateur, soit très intimiste par de petites entreprises, soit par l'armée mais maintenant abandonnée[réf. souhaitée].

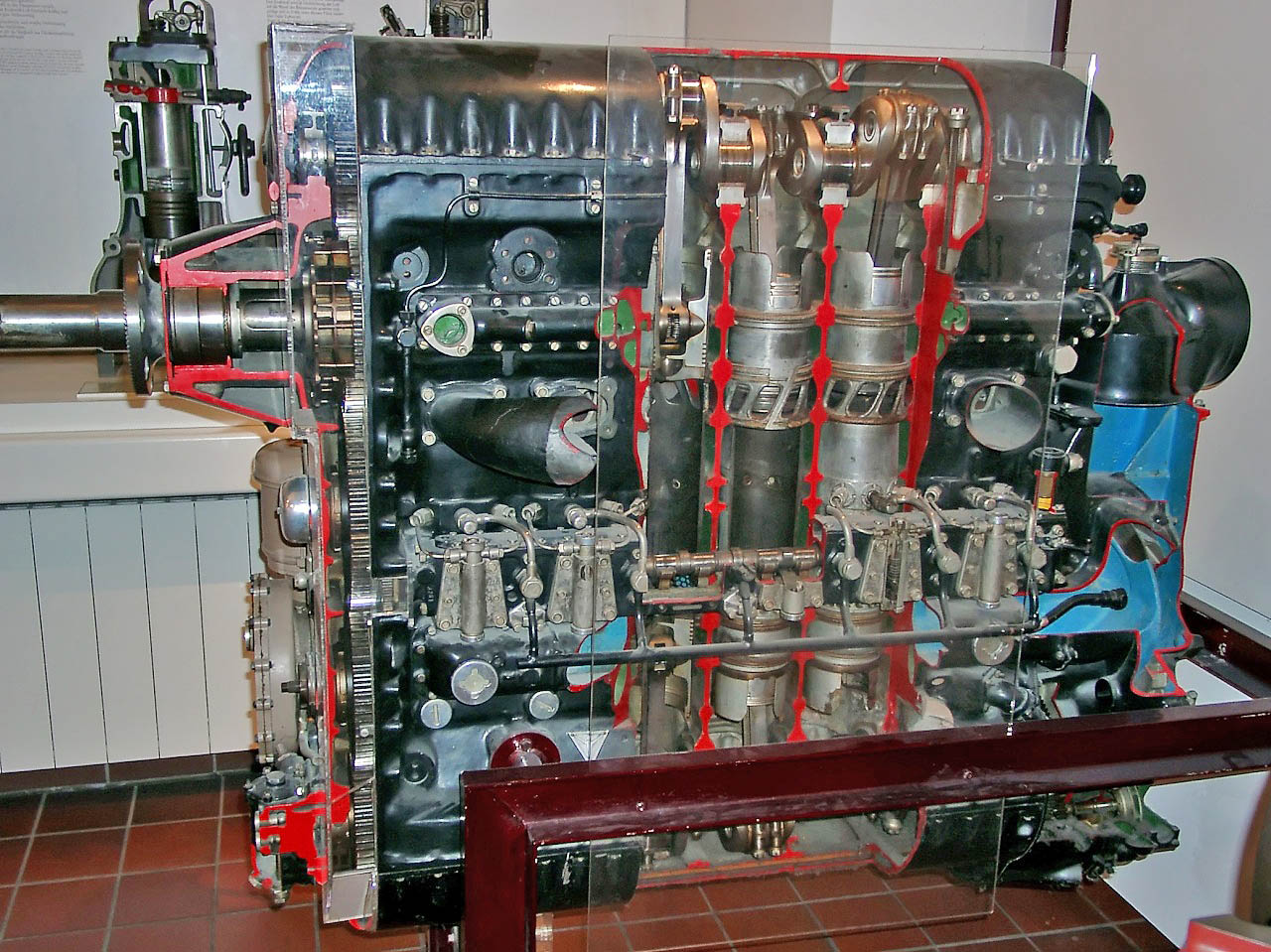
Vue en coupe du Junker Jumo 205 : moteur Diesel à deux temps, six cylindres et douze pistons en opposition (années 1930).

## Technologies associées
L'optimisation des moteurs Diesel a conduit au développement de technologies nouvelles, en particulier dans les domaines de la combustion et de la dépollution. Ce sont elles qui permettent aux constructeurs de respecter les normes toujours plus contraignantes en vigueur. Le groupe Volkswagen a ainsi pu homologuer, fin 2008, différents modèles (Q7, Jetta, A4…) aux États-Unis, pourtant soumis aux très sévères normes Tier2, Bin5, et LEV 2 en Californie, (mais il est apparu en 2015, lors de l'affaire Volkswagen, que ces normes n'étaient pas toujours respectées). Ces techniques se sont également généralisées aux camions, soumis aux normes  d'émission Euro 6 depuis le 31 décembre 2013.

### Suralimentation
La suralimentation est une technique permettant d'améliorer le rendement du moteur. Elle consiste à augmenter le taux de compression de l'air aspiré pour accroître celui du mélange. On utilise pour cela un compresseur, qui augmente la quantité d'air introduite dans le moteur pour une même quantité de carburant. Cet apport supplémentaire en oxygène lutte contre la formation de gaz chauds non propices à la combustion, permettant ainsi d'augmenter le taux de détente des gaz, et donc la puissance engendrée, sans pour autant injecter plus de carburant. La technique a d'abord fait ses preuves dans l'aviation, où l'altitude induit une réduction de la densité de l'air entrant (donc de sa teneur en oxygène), mais s'est ensuite répandue à tous les moteurs thermiques.
Il existe un grand nombre de solutions pour comprimer l'air d'admission. On peut citer notamment :
- le compresseur mécanique, entraîné par le vilebrequin du moteur, au prix d'un rendement diminué ;
- le turbocompresseur (ou turbo), entraîné par une turbine mise en mouvement par le passage des gaz d'échappement, au prix d'un écoulement gêné. Les modèles les plus récents sont « à géométrie variable » (TGV), technologie qui leur permet d'être plus performants à bas régime ;
- l'échangeur de pression « Comprex » de la marque ABB, où le vilebrequin entraîne un rotor muni de cellules, qui permettent aux gaz d'admission et d'échappement d'échanger alternativement leurs pressions.

### Injection directe

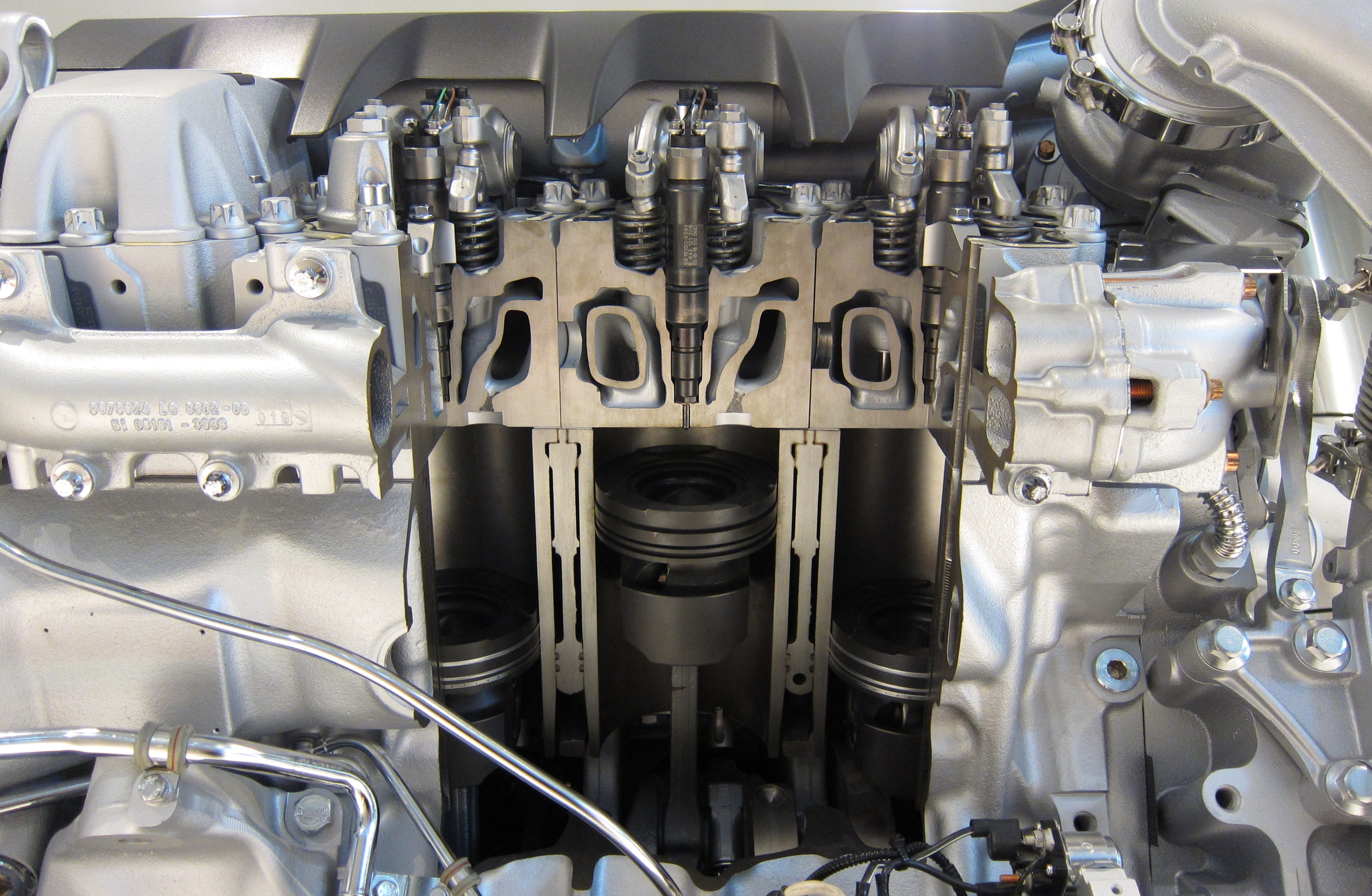
Éclaté de moteur MAN, avec injection directe par rampe commune.

Cette technique consiste à injecter le carburant directement dans la chambre, et non plus en amont comme dans les systèmes à injection indirecte. Elle permet de contrôler précisément la zone où on injecte le gazole, et d'ainsi optimiser la combustion du mélange.
Si l'injection directe existe depuis les débuts du moteur Diesel, elle a longtemps été réservée aux moteurs lents utilisés dans l'industrie, la navale ou les poids lourds. Des raisons techniques (fumées et bruit supérieurs, gradient de pression trop élevé) contraignaient à utiliser des pistons très solides et très lourds, incompatibles avec des encombrements réduits et des vitesses d'utilisation élevées. Il faut attendre 1986 et le Toyota Land Cruiser HJ61 pour voir le premier moteur Diesel à injection directe (le célèbre 12HT) installé sur un véhicule particulier. Il sera suivi deux ans plus tard par celui de la Fiat Croma TDid.
D'autres dispositifs sont ensuite apparus, permettant de contrôler plus finement encore la qualité d'injection. Certains moteurs sont ainsi équipés d'injecteurs-pompe, qui régulent la pression d'injection individuellement dans chaque cylindre. D'autres utilisent une rampe commune, où, à l'inverse, la pression est régulée dans un seul rail alimentant tous les injecteurs. Cette rampe est souvent combinée avec des injecteurs piézo-électriques, dont le pilotage par impulsions électriques permet une gestion plus fine et décorrélée de la vitesse de rotation du vilebrequin.
Les moteurs des années 2010 offrent une pression d'injection pouvant aller jusqu'à 2 500 bars, contre environ 1 400 pour les premières rampes communes, et moins de 1 000 pour les moteurs des années 1980. Associée à un pilotage précis des injecteurs, elle assure une pulvérisation du gazole continue, constante et bien répartie, essentielle pour une bonne combustion,.

### Préchauffage
Le moteur Diesel fonctionnant par auto-allumage à partir d'une certaine température, le démarrage à froid est impossible sans l'aide d'un apport de chaleur extérieur. On crée donc, par l'entremise d'une bougie en métal placée à l'intérieur de la chambre, un « point chaud » duquel part l'inflammation du mélange.
Une alternative consiste à réchauffer l'air admis, à l'aide de systèmes qui agissent en amont de la chambre. En l'absence ou en complément de ces dispositifs, les constructeurs peuvent enfin réguler les injecteurs pour opérer une surcharge d'injection au démarrage.
Pour les moteurs de bateaux à huile lourde, on préchauffe le combustible à une température élevée avant d'entamer la procédure de démarrage.

### Filtre à particules
La réduction de la quantité de particules émises dépend de la qualité du carburant et de la conception du moteur (amélioration de l'injection, dispositifs à injections multiples, etc.). Pour certaines particules difficilement combustibles, un filtre à particules (FAP) peut s'avérer nécessaire. Cette technologie s'est généralisée à partir de 2009, lors de la mise en place de la norme européenne d'émissions Euro 5 camions. Elle ne peut cependant pas filtrer les particules les plus fines. Le FAP est donc généralement combiné à des catalyseurs le précédant dans la chaîne d'échappement, de manière à ne plus avoir, en théorie, qu'à bloquer les particules les plus grosses et les imbrûlés.
Le problème majeur d'un FAP est qu'il voit progressivement les particules retenues s'amasser en suies, au risque de bloquer l'élément filtrant. Il faut donc procéder régulièrement à sa régénération en brûlant ces suies. Si la régénération du FAP peut avoir lieu toute seule, à vitesse élevée, elle s'opère généralement par une injection de plus dans la chambre en fin de combustion, quand le moteur détecte un excédent de pression sur le FAP. La technique engendre toutefois des émissions supplémentaires de NOx (du fait de l'injection complémentaire), et d'HC et CO (dus à la combustion proprement dite des suies). De nouveaux FAP sont à l'étude pour pallier ce problème, notamment par le biais de nouveaux additifs, de technologies de filtrage plus pointues et du perfectionnement des diagnostics embarqués.
En 2005, l'analyse des rejets occasionnés sur deux ans par une flotte de taxis (des Peugeot 607 2.2 HDi équipées de FAP et entretenues selon les recommandations du constructeur), sur cycle MVEG et en situation réelle, montre des niveaux d'émission relativement stables si on ne tient pas compte des phases de régénérations. Celles-ci entraînent, en revanche, une augmentation de plus de 20 % de la consommation, 50 % de NOx émis en plus, et surtout neuf fois plus de CO. Une analyse des FAP à l'issue des tests montre une faible quantité de métaux piégés dans le filtre, avec une très forte prédominance de sulfate et de soufre. Globalement, l'ADEME estime que, malgré les régénérations impliquées, la présence du FAP aura permis de réduire respectivement de 90 et 95 % la masse et la quantité de particules émises à l'échappement. L'organisme remarque en outre que le cérium, utilisé comme additif sur les FAP PSA, reste à 95 % retenu par le filtre[réf. non conforme].

### Recirculation des gaz d'échappement

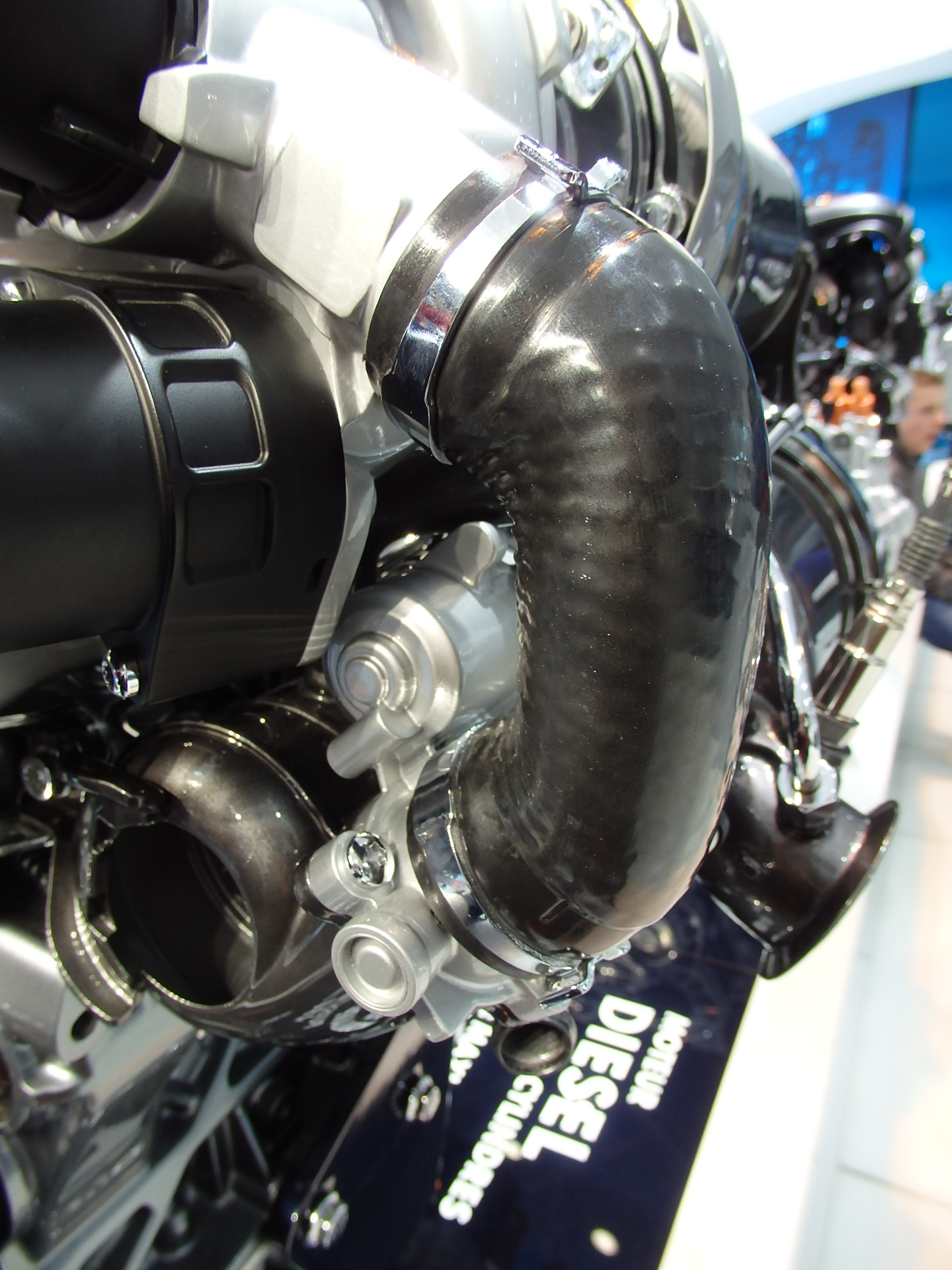
Système EGR Volkswagen 2.0 TDI.

Plusieurs systèmes coexistent pour lutter contre la formation de NOx et de particules fines. Le plus courant à ce jour[Quand ?] est la recirculation des gaz d'échappement (EGR). Il consiste à réintroduire une partie des gaz d'échappement dans le circuit d'admission, après les avoir refroidis dans un échangeur thermique pour éviter une température trop élevée dans la chambre de combustion. La production d'oxydes d'azote dépendant notamment de la température et de la présence d'oxygène pendant la combustion, l'introduction de gaz brûlés agit sur ces deux paramètres. L'influence de la température sur la production d'oxydes d'azote est modélisée par le mécanisme de Zeldovich[réf. incomplète] en 1939.
Ce mécanisme permet de ralentir la vitesse de combustion via la diminution de la proportion d'oxygène dans les gaz et d'augmenter la capacité thermique des gaz en diminuant leur température de combustion. Le paradoxe est que pour améliorer le rendement des moteurs et réduire la consommation de carburant, les constructeurs font le maximum pour augmenter la température combustion, ce qui a pour effet d'augmenter la production de NOx si la température de combustion dépasse 1 300 °C. Afin de pallier cette augmentation de gaz toxiques, la vanne ou soupape EGR réduit la température de combustion, ce qui abaisse le rendement et augmente la consommation. La gestion de ce paradoxe conduit les constructeurs a doser finement le taux de recirculation des gaz d’échappement pour minimiser les deux paramètres simultanément quelles que soient les circonstances.

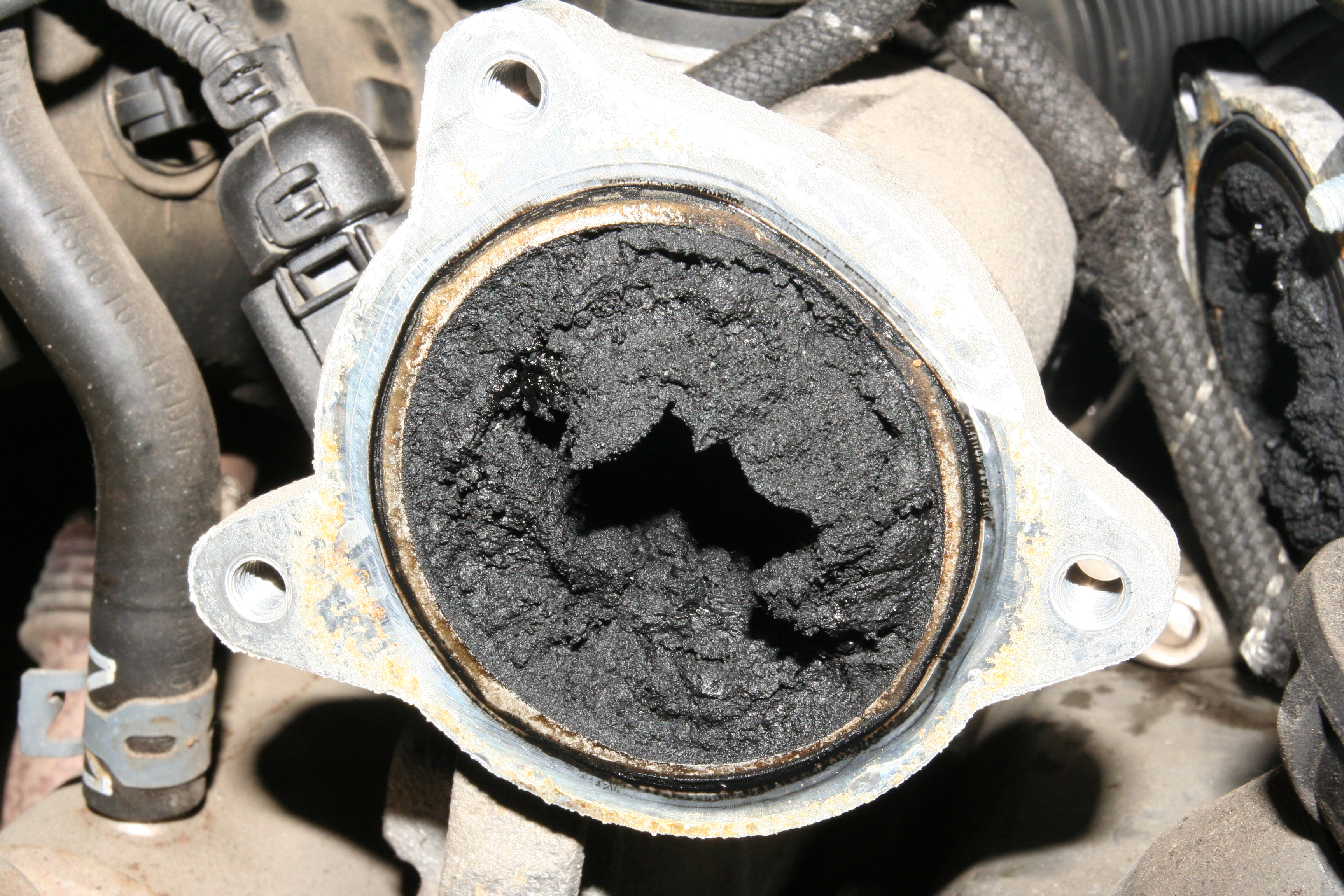
Collecteur d'admission encrassé par des suies dues à la recirculation des gaz.

L'augmentation de la production de suies lors de la combustion induit une salissure plus prononcée de l'huile du moteur et d'une partie de l'admission, du circuit d'échappement du moteur ainsi que le besoin éventuel d'un filtre à particules selon le niveau d'exigence des normes. La vanne EGR, qui pilote la portion dérivée du collecteur d'échappement, peut alors s'encrasser, notamment à bas régime moteur. Pour contrer cet inconvénient, on peut recourir à un additif ou faire monter le régime moteur, par exemple en circulant sur autoroute,.

### Réduction catalytique sélective
Une autre technologie très répandue est la réduction catalytique sélective (ou SCR, en anglais : selective catalytic reduction), qui recourt à une solution uréique injectée dans le flux d'échappement. Ce liquide est commercialisé dans de plus en plus de stations-service sous les noms « AdBlue » (marque déposée) en Europe et « Diesel Emission Fluid » (DEF) aux États-Unis.
Le bilan réactionnel des NOx avec l'urée conduit à la formation d'azote, d'eau et de CO2 :
{\displaystyle 2{\text{NO}}+{\text{CO}}\left({\text{NH}}_{2}\right)_{2}+{\frac {1}{2}}{\text{O}}_{2}\,\rightarrow \,2{\text{N}}_{2}+2{\text{H}}_{2}{\text{O}}+{\text{CO}}_{2}}
La catalyse des NOx est assez délicate, car ils sont relativement stables et peuvent prendre plusieurs heures à se désagréger sous les ultraviolets de la lumière du jour. Ils produisent alors de l'ozone (O3), gaz très irritant, toxique, donc nuisible en basse atmosphère bien qu'indispensable en haute altitude. De plus, ce système requiert une température élevée pour être efficace, nécessitant une plus ou moins longue période de chauffe selon les conditions extérieures. Ce phénomène pose le problème de l'adaptation des motorisations thermiques à la circulation urbaine, caractérisée par des trajets plutôt courts. C'est pourquoi certains pots catalytiques sont équipés de dispositifs favorisant leur montée en température. Pour les véhicules particuliers, les choix technologiques ne sont pas encore figés en 2013. Il est encore possible de voir émerger des choix alternatifs de dosage d'ammoniac (solide SCR ou metal ammine).

### Diagnostic embarqué
Les progrès techniques en matière d'optimisation et de dépollution du moteur ne doivent pas faire oublier qu'avec le temps, les systèmes employés s'usent et perdent en efficacité. Il est donc nécessaire de suivre leur état afin de les faire contrôler, voire remplacer si nécessaire. Cette situation a conduit les constructeurs à mettre en place une surveillance continue du véhicule, puis d'élargir petit à petit leur champ d'action. Le système de diagnostic embarqué vérifie en permanence le fonctionnement des différents dispositifs : sondes, capteurs, actionneurs, système d'injection, catalyseur, etc. Si une anomalie risquant d'augmenter les émissions est détectée, il affiche une alerte (un indicateur lumineux d'anomalie (en)) au niveau du tableau de bord de manière à pousser le conducteur à faire vérifier son véhicule. Cela permet en théorie de maintenir les systèmes à un état optimal et, donc, d'en limiter les pertes de performances en matière d'émissions.

## Comparaison avec le moteur à essence

### Avantages

#### Rendement
Les raisons du succès du moteur Diesel dans l'automobile, au-delà d'avantages fiscaux accordés au gazole dans certains pays (par exemple en France), tiennent essentiellement à son rendement supérieur à celui du moteur à essence. En résulte une consommation de carburant plus faible que dans un moteur essence.
Le rendement du moteur Diesel profite aussi de l'apport de technologies comme la suralimentation ou l'injection directe, combinées à une pulvérisation plus fine et mieux contrôlée du gazole dans la chambre de combustion et à une gestion plus précise des ouvertures et fermetures des soupapes[réf. non conforme].

#### Robustesse

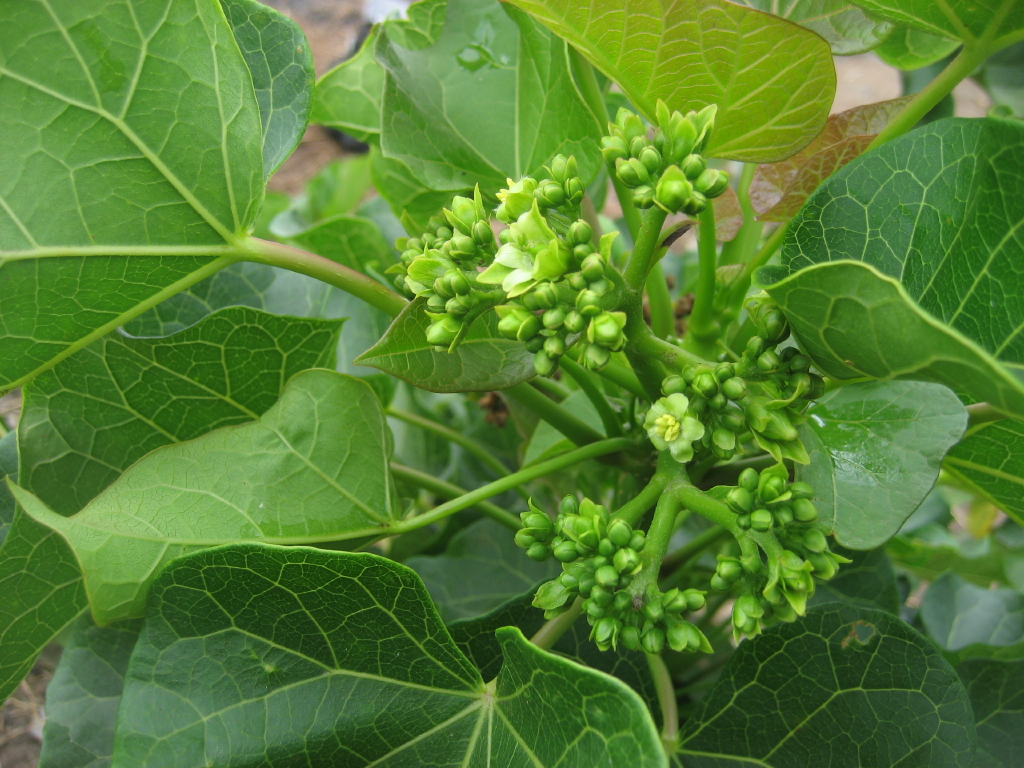
Fleurs de jatropha curcas, dont l'huile extraite des graines peut remplacer le gazole.

Le moteur Diesel peut s'accommoder de différents carburants, parfois de qualité ou de coût inférieurs à ceux nécessaires aux moteurs à essence. Ainsi, par exemple, le moteur Diesel peut brûler de l'huile végétale à la place du gazole. Pendant la Seconde Guerre mondiale, devant la pénurie de pétrole, des recherches ont d'abord été menées pour développer l'huile végétale en tant que carburant alternatif, mais elles finiront par être abandonnées face à la concurrence du bois et au réapprovisionnement progressif en pétrole.
Il est aujourd'hui possible de faire usage d'un tel carburant dans une automobile de tourisme, à condition d'adapter son circuit d'alimentation et de surveiller son entretien, l'huile végétale présentant par rapport au gazole une plus grande viscosité, un indice de cétane plus bas et des impuretés spécifiques. De nouveaux carburants à base végétale transformés et raffinés sont par ailleurs en cours d'étude, comme le diester et le NExBTL, mais ils restent encore coûteux à mettre en œuvre comparés aux huiles végétales brutes recyclées.
L'utilisation d'huile végétale pure en guise de carburant est tolérée dans de nombreux pays, notamment en Allemagne, mais reste à ce jour[Quand ?] interdite en France.
Les poids lourds peuvent également recourir à une émulsion d'eau dans le gazole (de l'ordre de 10 à 15 % du mélange[réf. nécessaire]). D'une part, les gouttes de carburant injectées dans la chambre de combustion voient leur taille diminuer, ce qui conduit à une meilleure combustion, et donc moins de particules rejetées[réf. nécessaire]. De l'autre, la présence d'eau dans la chambre réduit sa température, limitant ainsi l'émission de NOx. La technique impose toutefois un moteur suffisamment robuste (matériaux résistant à l'oxydation générée par l'eau, système d'injection adapté) et entraîne une augmentation de la consommation[réf. non conforme].

### Inconvénients

#### Poids
Les premiers moteurs Diesel étaient beaucoup plus lourds, bruyants et bien moins puissants que leurs homologues à essence. Ces inconvénients ont été partiellement éliminés sur les véhicules modernes grâce, en particulier, au turbocompresseur à géométrie variable, à l'injection directe à rampe commune ou à l'injection très haute pression. Cependant, à puissance égale, ces moteurs restent plus lourds que leurs homologues à essence du fait des contraintes mécaniques et thermiques plus élevées.

#### Souplesse
La plage de vitesse de rotation du moteur Diesel étant plus réduite que celle d'un moteur à essence, il a besoin pour une utilisation automobile de plus de rapports dans la boite de vitesse[réf. nécessaire]. De plus, le meilleur rendement ainsi que sa pollution au CO2 minimale est généralement obtenu dans une fourchette assez étroite de vitesses de rotation et de température, le cantonnant théoriquement à une utilisation continue à vitesse constante ou à une utilisation statique.

### Émissions comparées
De même que les autres systèmes de motorisation, le moteur Diesel a connu des améliorations au cours des dernières décennies. L'avantage principal de ce type de moteur est de produire à consommation égale, du fait de son rendement supérieur, des émissions de CO2 de l'ordre de 10 % plus faibles que son équivalent essence. Il engendre également moins de monoxyde de carbone (qui s'oxyde rapidement en dioxyde de carbone dans l'atmosphère) et d'hydrocarbures imbrûlés que les moteurs à essence. L'arrivée progressive des filtres à particules et des systèmes SCR et EGR a contribué en outre à limiter les émissions de NOx et de particules fines, même si celles-ci restent beaucoup plus élevées que sur les moteurs à essence.
Roger O. McClellan, Thomas W. Hesterberg, et John C. Wall, chercheurs travaillant ou ayant travaillé pour l'industrie du Diesel, mettent en avant les progrès réalisés par cette technologie pour demander une réévaluation des risques qu'elle fait peser sur la santé des populations.

## Pollution et toxicité

### Nature des émissions

#### Gaz et particules fines
Du fait de son principe même, qui impose, pour un rendement optimal, une forte présence d'air dans la chambre et de hautes pressions et températures, le moteur Diesel induit un certain nombre de réactions chimiques indésirables qui conduisent à l'apparition et au rejet de particules et de gaz nocifs. D'une part, la réaction entre l'oxygène et l'azote présents dans l'air engendre l'apparition d'oxydes d'azote (NOx). De l'autre, les noyaux de carbone engendrés par la combustion se combinent à l'oxygène et aux diverses impuretés contenues dans le gazole pour former des particules, tels les hydrocarbures aromatiques polycycliques (HAP) et des composés oxygénés comme les aldéhydes. Ces phénomènes sont d'autant plus importants que la concentration en air et la température de la chambre sont élevés[réf. nécessaire]. S'ajoute encore dans les gaz d'échappement la présence de métaux et d'hydrocarbures imbrûlés.
Une étude de 2005 menée par l'ADEME a tenté de dresser la liste et la composition des émissions dues à des véhicules équipés de moteurs Diesel. Le premier constat est que le nombre et le volume de particules émises suivent chacun une loi normale fonction de leur diamètre, centrée sur une moyenne respectivement de 100 et 250 nm. Certaines peuvent aller jusqu'à la taille de nanoparticules, mais ce sont les plus grosses qui ressortent par leur teneur non négligeable en douze types de métaux, et cinq des 17 HAP classés comme polluants prioritaires par l'EPA, dont du benzanthracène, considéré par l'agence américaine comme à fort risque cancérogène. Certains de ces rejets sont dus à la combustion, d'autres à l'usure du moteur. Certains, enfin, comme le zinc ou le manganèse, se retrouvent aussi dans les particules plus fines en raison de leur présence dans les additifs du carburant et des lubrifiants. Plus généralement, de nombreux facteurs concernant la qualité du gazole peuvent accroître la présence de particules : densité, compressibilité, viscosité, indice de cétane, teneur en polyaromatiques et en composés naphténiques. À l'inverse, une quantité importante de composés oxygénés limite l'émission de particules. L'étude remarque en outre l'impact positif notable qu'offrent les systèmes de dépollution, comme les catalyseurs ou les FAP[réf. non conforme].
Une analyse complémentaire de l'ADEME rapporte que les hydrocarbures rejetés se composent essentiellement d'éthane, d'éthylène et d'hydrocarbures légers. Elle établit également que les aldéhydes émis sont en majorité du formaldéhyde, classé comme cancérigène avéré par le CIRC. L'agence ne fournit cependant pas les quantités mesurées et, surtout, précise que l'utilisation du FAP en réduit la quasi-totalité émise (les restantes provenant pour l'essentiel des phases de démarrage à froid)[réf. non conforme].

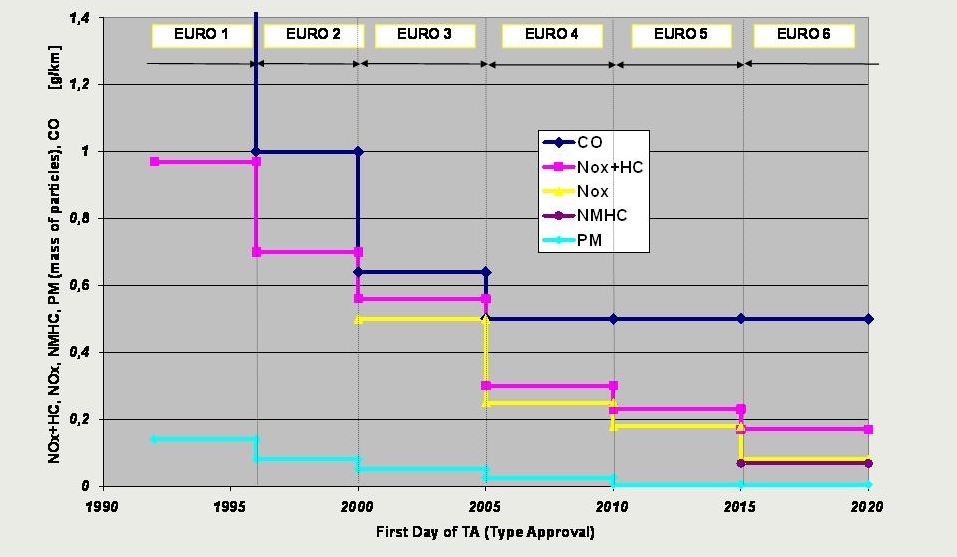
Évolution des normes européennes d'émissions pour les moteurs Diesel.

Les normes européennes d'émissions ont été progressivement durcies : alors que l'Euro 1 de 1993 plafonnait les particules fines à 140 mg/km et groupait NOx et hydrocarbures imbrûlés sous une limite de 970 mg/km, l'Euro 6b de 2015 passe ces maxima respectivement à 4,5 mg/km (avec dorénavant une limite en nombre de 6 × 1011 /km) et 170 mg/km, dont 80 mg/km spécifiquement de NOx). Il n'existe toujours aucun plafond pour le cas particulier des NO2. Des tests réalisés sur 52 véhicules équipés de moteurs Diesel et reproduisant les conditions réelles de conduite sur route ont toutefois révélé qu'aucun des modèles testés ne respectait les règles relatives aux émissions de CO2 et de NOx qui prévalaient lors de leur mise sur le marché. Les émissions d'oxydes d'azote, notamment, étaient de cinq à dix fois supérieures aux limites autorisées par les normes Euro 5 ou 6 (selon les modèles).

#### Oxydes d'azote
Les normes européennes d'émissions fixent un niveau maximal pour les oxydes d'azote émis par les nouveaux véhicules Diesel mis sur le marché. En 2022, la limite est de 0,4 g/kWh pour les camions et les bus et de 0,08 g/km pour les voitures particulières, selon la norme Euro 6.
On distingue le NO2 des autres oxydes d'azote (NOx). Sur les muqueuses nasales, de la sphère ORL et des poumons, il se combine avec l'humidité et y forme de l'acide nitrique. La part de NO2 est plus importante pour les véhicules à moteurs Diesel que pour ceux utilisant l'essence de norme Euro équivalente. Le dioxyde d'azote n'est pas pris en compte en tant que tel dans ces normes d'émission, qui fixent des seuils pour l'ensemble des NOx.
En juin 2009, l'Agence américaine de protection de l'environnement (EPA) a proposé, sur des bases scientifiques, de durcir la réglementation sur les émissions de NO2 par les véhicules avec :
- une valeur limite horaire en NO2 qui n'existait pas aux États-Unis et pourrait être comprise entre 80 et 100 parties par milliard (ppb) ;
- le maintien d'une concentration moyenne annuelle sous 53 ppb (norme en vigueur depuis 1971) ;
- une surveillance obligatoire des taux de NO2 dans une bande de 50 mètres autour des principaux axes routiers urbains dans les villes de 350 000 habitants (jusqu'en 2009, ce contrôle n'était, dans ce pays, pratiqué que dans quelques villes de plus d'un million d'habitants).

En France, en 2009, les émissions de NO2 des moteurs Diesel n'ayant pas diminué depuis plus de dix ans (des années 1995 à 2009), l'Agence française de sécurité sanitaire de l'environnement et du travail (AFSSET) a appelé — sans attendre les futures normes européennes — à réduire ces émissions.
Les pots catalytiques se développent, de même depuis 2009 que le filtre à particules (FAP) sur les nouveaux moteurs Diesel. Or, les catalyseurs mais aussi certains FAP (FAP dits « catalysés » et non les FAP dits « additivés »), s'ils permettent la « combustion » de suies fines dans le filtre ou le pot catalytique, ont pour effet paradoxal d'encore accroître les émissions de NO2. L'addition de platine, notamment dans le Diesel oxydation catalyst (DOC) positionné en amont du filtre à particules (FAP), génère du NO2 qui va contribuer à la régénération dite « passive » des filtres à particules, mais pollue.
L'AFSSET alerte sur le fait que si au moins 30 % des filtres installés dans les années à venir sont de type « non polluants », alors les taux de NO2 émis par les véhicules légers devraient diminuer entre 2009 et 2014, mais si moins de 30 % des filtres posés le sont, le NO2 augmentera encore.
L'AFSSET a donc recommandé mi-2009 :
- que les flottes captives (bus, utilitaires, taxis) soient équipées de filtres moins polluants en NO2 (ce que proposait aussi le Plan national santé-environnement, PNSE II) ;
- de faire du NO2 un critère obligatoire des nouvelles réglementations sur les émissions des véhicules, au lieu de ne se baser que sur la somme des oxydes d'azote (NOx) ;
- de créer un outil d'évaluation de l'efficacité des techniques de contrôle des émissions Diesel ;
- de faire des recherches en toxicologie sur l'impact des émissions Diesel.

À partir de mai 2015, des études montrent que les systèmes de dépollution des voitures de dernière génération, devant respecter la norme Euro 6, ne fonctionnent généralement pas au plein de leur capacité, les industriels ayant choisi d'en limiter l'efficacité au seul respect des tests d'homologation européens. L'étude faite par l'association d'industriels AECC, qui regroupe des fabricants de système de dépollution, se base sur les tests d'une grande routière, équipée d'un système de dépollution SCR, système le plus avancé adopté par BMW, Mercedes, PSA ou Volkswagen, tests réalisés sur une distance de 107 km à une vitesse moyenne de 57 km/h, avec une méthodologie de test embarqué qui sera appliquée en 2017 en Europe sous le nom de RDE, configuration plus réaliste que le cycle officiel (NEDC) qui teste la voiture sur 11 km à peine, à 33 km/h. Ce test montre que, alors que la voiture émet en théorie, selon NEDC, 70 mg/km de NOx, le score réel est de 272 mg/km, soit 3,4 fois plus que la norme Euro 6 ; or, les auteurs de l'étude ont obtenu une émission de 111 mg/km seulement en programmant une injection plus fréquente d'AdBlue, liquide à base d'urée qui permet de convertir les NOx en eau et en azote ; mais cela nécessite de remplir le réservoir d'AdBlue tous les 7 000 à 8 000 km. Les constructeurs ont préféré se limiter au simple respect de la norme Euro 6 afin que les clients n'aient à faire remplir ce réservoir que tous les 20 000 km.
Les oxydes d'azote sont des précurseurs de la pollution à l'ozone, surtout par temps ensoleillé et lors de canicules et par temps brumeux (comme lors du smog de janvier 2013 à Pékin). Ils contribuent à la production de sulfates quand l'activité photochimique est réduite.

### Effets sur la santé
Les émanations gazeuses (CO, CO2, NO2, toluène, benzène,, divers autres COV et HAP, ainsi que des NOx) et particulaires des moteurs Diesel sont nocives pour la santé.
Elles sont source d'insuffisances respiratoires et de certains cancers (une hausse du taux de particules fines (PM 2.5) de 5 µg/m3 augmente le risque de cancer du poumon de 18 %, et une hausse de 10 µg/m3 des plus grosses particules (PM10) augmente ce risque de 22 %. Ce risque augmenterait même de 50 % pour l'adénocarcinome pulmonaire. Le risque est identique chez les fumeurs et les non-fumeurs. Il ne semble pas exister de seuil sous lequel il n'y aurait plus de risque,,,,,.
Les particules en suspension émises par les pots d'échappement de moteurs Diesel peuvent être inhalées et se déposer dans les voies respiratoires, plus ou moins profondément selon leur taille. Le risque de toxicité varie selon le sujet touché et le type de particule inhalées, mais reste réel même en présence de faibles concentrations. Les particules les plus fines sont considérées comme les plus dangereuses car leur petite taille leur permet de pénétrer plus profondément, jusque dans les alvéoles pulmonaires. L'impact sanitaire associé va de complications respiratoires tel l'asthme à un risque accru d'apparition de cancers[réf. non conforme].
Le pneumologue Michel Aubier était intervenu dans les médias en minimisant la nocivité des émissions du Diesel, et avait été auditionné en tant qu'expert, le 16 avril 2015, par une commission d'enquête du Sénat sur le coût de la pollution atmosphérique en déclarant « n'avoir aucun lien d'intérêt avec les acteurs économiques ». Il a reconnu, le 17 mars 2016, devant la même commission, avoir reçu du pétrolier Total cinquante mille à soixante mille euros par an depuis la fin des années 1990. Libération et Le Canard enchaîné avaient révélé, la veille, que le professeur exerçait depuis 1997 les fonctions de médecin-conseil pour Total, chargé de conseiller les cadres dirigeants du groupe en cas de problèmes de santé.
Une étude de la revue Nature publiée en mai 2017 estime que 38 000 décès prématurés en 2015 dans le monde ont été causés par le dépassement des normes en vigueur dans chaque pays par les véhicules Diesel, principalement dans les pays de l'Union européenne, en Chine et en Inde.
En Allemagne, en février 2018, le Tribunal administratif fédéral a ouvert la voie aux interdictions des vieux véhicules à moteur Diesel dans les grandes villes. Excepté les véhicules répondant à la Euro 6, plus de neuf millions de véhicules Diesel aux normes plus anciennes, Euro 4 et Euro 5 notamment, sont concernés. Plusieurs grandes villes avaient décidé d'interdire ces véhicules anciens, mais le lobby de l'automobile avait demandé l'annulation de ces interdictions. L'association de protection de l'environnement Deutsche Umwelthilfe (DUH) est à l'origine de ces interdictions, soulignant que les niveaux de particules enregistrés n'étaient pas conformes aux normes européennes d'émissions d'oxyde d'azote (NOx). L'arrêt de la cour autorise les grandes villes à prononcer de telles interdictions mais impose une mise en œuvre progressive et prévoit des exceptions pour les artisans,.

#### Cancers
Les émissions des moteurs Diesel sont classées depuis 2012 dans la catégorie des cancérigènes certains par le Centre international de recherche sur le cancer (CIRC).
Le caractère toxique et surtout cancérigène des émissions du moteur Diesel était depuis longtemps débattu. Les moteurs d'avant les années 1980 ont progressivement inquiété du fait de leur impact visuel (fumées opaques et noires) et leur potentiel risque sanitaire pour l'homme. Les recherches se sont intensifiées, prouvant que les particules qu'ils dégageaient s'avéraient souvent mutagènes, et donc possiblement cancérigènes.
L'INSERM a réalisé, en 2008, une synthèse de la quarantaine d'études ayant analysé l'effet cancérigène du Diesel depuis les années 1980. Toutes portent sur des sujets exposés professionnellement aux fumées du gazole : conducteurs de bus, taxis, poids lourds ou locomotives, et mécaniciens associés. Les résultats concluent à des risques accrus, souvent de manière significative, d'apparition de cancers du poumon. Une relation semble également se révéler entre ces risques et la durée d'exposition aux émissions. L'institut met toutefois en garde sur les probables perturbations induites par la consommation de tabac et l'exposition à l'amiante. Si un débat épidémiologique est en cours pour mesurer l'impact de ces deux éléments, l'INSERM estime malgré tout qu'il ne peut suffire à changer drastiquement les conclusions. Reprenant les termes de l'EPA, co-responsable de l'étude, il conclut que « le fait que les fumées Diesel augmentent le risque de cancer du poumon chez l'homme est très plausible sur le plan biologique ».
En 2012, le CIRC, qui classait depuis 1988 les émissions Diesel parmi les cancérigènes probables pour l'homme (groupe 2A), a modifié son évaluation et les classe désormais dans la catégorie des cancérigènes certains (groupe 1). Selon l'agence pour le cancer de l'OMS, « les preuves scientifiques sont irréfutables (...) : les émanations des moteurs Diesel causent des cancers du poumon ». L'agence s'inquiète aussi d'une association possible avec le cancer de la vessie.

#### Difficultés respiratoires
Les oxydes d'azote sont des gaz très toxiques, notamment le NO2. Ils pénètrent dans les poumons, irritent les bronches et réduisent la capacité du sang à oxygéner les cellules. Ils sont particulièrement nocifs pour les enfants et les asthmatiques,.
Les particules fines, outre leur effet sur le risque de cancer, peuvent être à l'origine d'autres maladies, comme l'asthme et la bronchopneumopathie chronique obstructive (BPCO).
L'ozone produit par transformation des oxydes d'azote par temps chaud sous l'effet des rayons ultraviolets du soleil est aussi un gaz irritant pour les bronches, le nez, la gorge et les yeux.

#### Professions à risque
Le Diesel cause un risque accru de décès chez les cheminots. Les lieux les plus exposés sont les tunnels routiers ou ferroviaires, certains lieux industriels dont lieux de travail confinés (garages, docks) ou souterrains, miniers en particulier,. Il cause des troubles respiratoires ou il les aggrave, avec des symptômes souvent chroniques chez certains automobilistes et chez les habitants ou travailleurs des zones où la circulation est dense.
Aux États-Unis, environ 1,4 million de travailleurs étaient chroniquement exposés aux particules des moteurs Diesel de 1981 à 1983 ; et 3 millions dans l'Europe des quinze, de 1990 à 1993. En 2012, le lobby minier Américain Mining Awareness Resource Groupe s'est opposé à la publication d'études sur les effets sur la santé des mineurs des gaz d'échappement des moteurs Diesel.

#### Morts prématurées
En 2015 dans le monde, 47 % des 385 000 morts prématurées étaient dus à la pollution de l'air par les véhicules à moteur Diesel (individuels, publics, industriels, fluviaux ou engins agricoles ou industriels, hors transport maritime), selon une étude récente (2019) faite par deux universités américaines et l'ICCT (ONG qui a révélé le "dieselgate"),. Le coût (supplémentaire) de ces années de vies perdues a été estimé à environ mille milliards de dollars pour la société.
La France, l’Allemagne, l’Italie et l'Inde en étaient les premières victimes, avec 66 % des décès prématurés induits par les transports. Ce taux est de 36 % au Royaume-Uni et de 32 % au Japon. Si on ajoute les effets de l’ozone et des PM2,5, les transports causent 11 % des 3,4 millions de morts prématurées dues à la pollution induite, soit 114 000 morts prématurées en Chine et 74 000 en Inde. Ce chiffre est de 13 000 pour l'Allemagne, 6 400 pour la France et 22 000 pour les États-Unis, soit respectivement 31 %, 32 % et 19 % des décès attribués au total à la pollution de l'air. L’Allemagne paye le plus lourd tribut avec 17 morts prématurées pour 100 000 habitants, soit le triple de la moyenne mondiale. Pour ce qui est des villes, Milan, Turin, Stuttgart, Kiev, Cologne, Berlin et Londres sont parmi les plus touchées en nombre d’années de vies perdues. Pour ce qui est du nombre de morts, Guangzhou est la plus touchée en Asie et Milan, Cologne, Paris et Londres en Europe. Ces chiffres sont sous-estimés en matière de santé publique, notent les auteurs de l’étude car, pour des raisons méthodologiques, plusieurs types d'émissions polluantes ne sont pas pris en compte (diesels marins, par exemple, alors que 80 % des tonnes transportées le sont par le transport maritime), ni certaines maladies potentiellement associées à la pollution. Un effet pervers des décisions prises après le scandale Volkswagen, décisions encourageant l'achat de véhicules non Diesel, est que de nombreuses voitures Diesel de plus de 5 ans ont été brutalement exportées, entre autres par l'Allemagne, et vendues dans les pays de l'Est ou en Afrique (à titre d'exemple : selon Hristo Hristov de l'Association bulgare des importateurs de véhicules, en 2017 ce sont 280 000 voitures au Diesel allemandes qui ont été revendues d'occasion en Bulgarie, Diesel pour plus de 40 %). Elles y auront potentiellement une longue durée de vie, et à leur arrivée dans les pays de l'Est, elles sont souvent délestées du contenu de leurs pots catalytiques (métaux précieux pouvant être revendus). Elles sont alors encore plus durablement et gravement polluantes - localement et pour la troposphère bien au-delà des frontières de ces pays).

### Effets sur l'environnement
Le fonctionnement de moteur Diesel a différentes conséquences sur l'environnement :
Réchauffement climatique, pluies acides
Les oxydes d'azote sont des précurseurs de l'ozone, un gaz à effet de serre qui contribue au réchauffement climatique. Par ailleurs, le NO2 réagit au contact de l'eau pour former de l'acide nitrique, conduisant à un phénomène d'eutrophisation des lacs et cours d'eau et à la formation de pluies acides. Les rejets soufrés des moteurs Diesel étaient précédemment un facteur important de la formation de pluies acides, mais la règlementation limite désormais la quantité de soufre dans le gazole.
Bruit
La réduction du niveau sonore de fonctionnement dépend beaucoup de la gestion de l'injection et des dispositifs d'insonorisation, néanmoins, des progrès sont encore à faire, les moteurs Diesel étant toujours plus bruyants que ceux à essence du fait des taux de compression élevés qui génèrent des contraintes mécaniques importantes.
Odeurs
Les odeurs caractéristiques des gaz d'échappement des moteurs Diesel sont dues à un ensemble complexe de composés organiques tels que les indoles, furanes et phénols.

## Évolution des carburants
Une première amélioration des carburants destinés aux moteurs Diesel (gazole, fiouls) a consisté en l'abaissement progressif, dans tous les pays, de leur teneur en soufre, ce qui a réduit l'émission de dérivés soufrés acides et polluants. Aujourd'hui, la réglementation européenne exige que le gazole, routier ou non routier, contienne moins de 10 mg/kg de soufre. Toutefois, cette amélioration a un coût énergétique et environnemental : la désulfuration du gazole requiert un traitement à l'hydrogène et la production d'hydrogène est elle-même une source importante d'émissions de CO2 dans l'atmosphère,.
Le lien entre la présence dans le carburant d'hydrocarbures naphténiques et aromatiques, et particulièrement d'hydrocarbures aromatiques polycycliques (HAP), et la formation de particules étant avéré, la réglementation a limité à 8,0 %, en masse, la teneur en composés aromatiques polycycliques du gazole. On sait aussi que l'ajout de composés oxygénés améliore la qualité de la combustion et diminue la production de particules ; il est prévu d'incorporer des méthyl-esters d'acides gras (EMHV) au gazole, mais à hauteur maximale de 7,0 %, en volume, sans qu'une teneur minimale soit fixée.
Certains[Qui ?] imaginent une limitation plus stricte de la teneur en composés aromatiques ou l'obligation d'introduire une certaine proportion de composés oxygénés. Toutefois, de fortes difficultés se font jour : éliminer les aromatiques par extraction serait bien plus difficile dans le gazole que dans l'essence ; les hydrogéner par hydrotraitement consommerait énormément d'hydrogène, pour les transformer en naphténiques qui ne valent guère mieux. Une bonne façon de limiter la teneur en aromatiques (en même temps que d'élever l'indice de cétane et d'améliorer la tenue au froid) serait de davantage recourir à l'hydrocraquage pour l'obtention de gazole, mais ceci requiert des investissements élevés. Par ailleurs, les pétroliers demeurent hostiles à l'incorporation de produits oxygénés dans les carburants.
À plus longue échéance, si les procédés gas to liquids se développent, le gazole issu du procédé Fischer-Tropsch suivi d'hydroisomérisation fournirait un gazole totalement paraffinique, donc à très haut indice de cétane, le degré d'isomérisation permettant de contrôler la tenue au froid. Une telle composition réduirait fortement les émissions de particules. Il est également envisagé d'utiliser le méthoxyméthane, plus connu sous la désignation de diméthyl-éther (DME), comme carburant pour moteurs Diesel, du fait de son indice de cétane élevé (55, à comparer à celui du gazole, de 51 au minimum). Sa formule semi-développée CH3OCH3 met en évidence qu'il s'agit d'un produit léger, à chaîne carbonée courte et dépourvue de cycle aromatique, et de surcroît oxygéné. La qualité de la combustion serait tout autre, qu'il s'agisse des particules et imbrûlés de toutes sortes ou des NOx.
Ces carburants synthétiques sont pour l'instant principalement produits à partir de combustibles fossiles et leur synthèse induit elle-même une consommation énergétique et une émission de CO2 : un bilan global implique de comptabiliser l'ensemble de la dépense énergétique et des émissions de la filière, et pas uniquement ce que le consommateur final est à même de percevoir et de concevoir. Mais on peut envisager de générer le gaz de synthèse alimentant le procédé Fischer-Tropsch à partir de biomasse et le DME fait partie des possibles biocarburants de seconde génération, qui pourraient se contenter de lignocellulose comme matière première.
Des études sont faites au XXIe siècle par les constructeurs pour adapter les gros moteurs des navires de transport maritime en vue d'utiliser de l'ammoniac au lieu d'hydrocarbures ; l'avantage attendu est l'absence de carbone dans les gaz d'échappement puisqu'il n'y a en a pas dans ce carburant,,,,.

## Dénominations commerciales des moteurs Diesel automobile
Voici la liste des différentes appellations données aux moteurs Diesel modernes (injecteurs pompes ou rampe commune) selon les marques qui les commercialisent :
- CDI (Common rail Direct Injection) : Mercedes-Benz et Smart
- CDTI : (Common rail Turbo Direct Injection) : Opel[97]
- CRD : Jeep et Chrysler
- CRDi (Common Rail Direct Injection) Hyundai et Kia
- d : BMW (ex. : 530d)
- d : Lexus (ex. : IS 220 d)
- D : Volvo (ex. : 2.4D ou D5)
- D : Jaguar (ex. : 2.7D - 3.0D)
- D-4D ou D-CAT (CAT signifiant Clean Advanced Technology) : Toyota
- dCi (Direct Common rail Injection) : Renault, Nissan, Dacia
- DDiS : Suzuki
- DI : Opel, Isuzu
- DI : Nissan
- DI-D : Mitsubishi
- DITD : Mazda
- dTi : Renault
- DTI : Opel
- DXI : Renault Trucks
- HDi (High-pressure Direct Injection) : Peugeot et Citroën
- HPI (High Pressure Injection), HPT (High Pressure Turbine) : Iveco
- i-CTDi, i-DTEC : Honda
- JTD : Fiat, Alfa Romeo et Lancia (injection directe à rampe commune de 1re génération)
- Mjt : Fiat, Alfa Romeo, Lancia et Iveco – inventeur et distributeur des systèmes d'injection directe à rampe commune de 2e et 3e génération[réf. nécessaire]
- MZR-CD : Mazda
- SDI : Volkswagen, Seat, Škoda
- Td(x), TDV(x) : Land Rover (ex. : Td4, TDV8)
- TDCi (les moteurs TDCi Duratorq sont à injection directe et comportent une rampe commune) : Ford
- TDCi : Ford
- TCDi, VCDi : Chevrolet
- TDI (Turbocharged Direct Injection) : Audi, Seat, Škoda et Volkswagen
- TDid : Fiat. Premier moteur à injection directe, technologie revendue à Volkswagen
- TID : Saab
- VDi : dénomination anciennement utilisée par Nissan, aujourd'hui remplacée par dCi (mêmes moteurs que Renault).
- XDi, e-XDi : SsangYong

## Compétition automobile

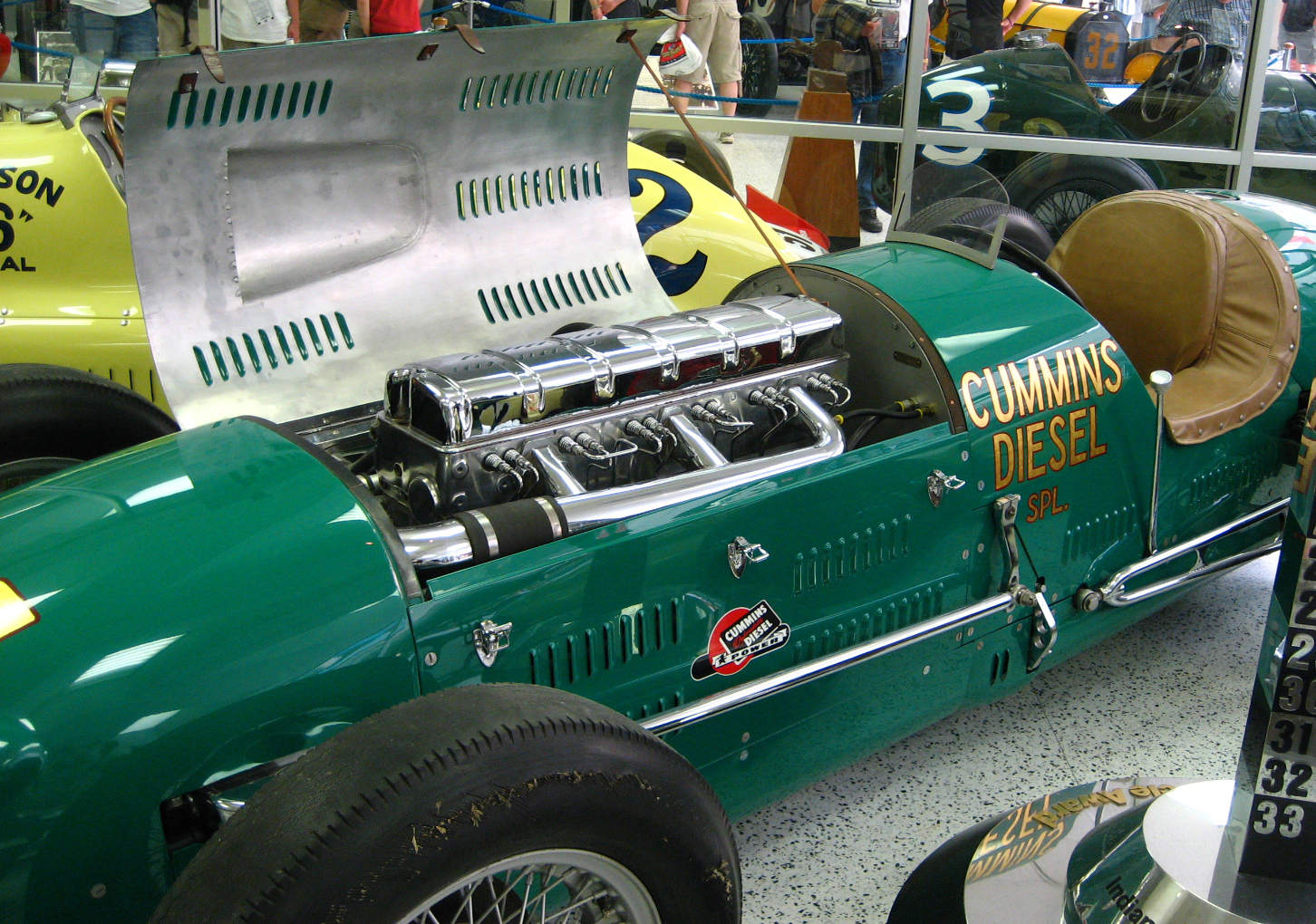
Roadster de compétition propulsé par un moteur Diesel en 1950.

Audi a remporté cinq fois les 24 Heures du Mans en 2006, 2007, 2008, 2010 et 2011 grâce à l'Audi R10 TDI équipée d'un moteur V12 TDI (Turbo Diesel à injection directe), l'Audi R15+ TDI équipée du V10 TDI et l'Audi R18 TDI.
Lors de l'édition des 24 Heures du Mans 2007, Peugeot a engagé à son tour un véhicule équipé d'un moteur Diesel, la Peugeot 908 HDi FAP. Elle est équipée d'un moteur V12 HDi développant environ 700 chevaux. L'une des deux Peugeot au départ s'est classée en seconde position.
Sur la lancée victorieuse des motorisations Diesel de son concurrent direct Audi, le constructeur Peugeot réalise un doublé devant Audi avec ses 908 Diesel à l'édition des 24 Heures du Mans 2009 et gagne le Petit Le Mans aux États-Unis.
La Peugeot 908 HDi FAP, malgré sa débâcle aux 24 Heures du Mans 2010 (quatre voitures engagées, quatre abandons), remporte les 12 Heures de Sebring et la course Petit Le Mans en 2010. En 2011, elle remporte à nouveau les 12 Heures de Sebring (s'agissant toujours de la 908 HDi FAP datant de 2010 et engagée par Oreca, car Peugeot engage la nouvelle 908 et disposant d'un V8 de 3,7 L de cylindrée développant 550 chevaux (puissances revues à la baisse par le règlement) et Petit Le Mans.
La domination de ces moteurs Diesel durant les 24 Heures du Mans a fait l'objet de nombreuses controverses. Explicitement, celle-ci était surtout due à des arrêts aux stands moins fréquents en raison d'une consommation inférieure à celle des moteurs à essence, ainsi qu'au couple élevé que génèrent ces moteurs (un V12 TDI dont la puissance maximale est atteinte à 4 100 tr/min (soit une vitesse angulaire {\displaystyle \omega } de 429 rad/s) environ, avec une puissance P de 474 kW (644 ch), fournit un couple C = P / {\displaystyle \omega } = 474 000/429 = ~1 100 N m) (ce calcul de couple est approximatif mais démontre le phénomène autour de ces moteurs), qui permet des accélérations supérieures aux essence. Mais implicitement, leur domination est aussi due à leur valorisation, par rapport aux moteurs essence, de la part de l'Automobile Club de l'Ouest (ACO), l'organisateur des 24 Heures du Mans. Ces problèmes d'équivalence essence/Diesel au niveau des règlements techniques sont remis à plat par l'ACO et la FIA pour la saison 2012 qui verra notamment la renaissance d'un Championnat du monde d'endurance FIA.
À partir de la saison 2012, Audi et Peugeot envisagent de mêler la motorisation Diesel à une motorisation électrique, créant ainsi un bolide de compétition hybride.
Les tentatives d'insertion des motorisations Diesel en compétition font écho aux chiffres de ventes de ces motorisations face aux motorisations à essence en Europe. Les constructeurs automobiles cherchent à promouvoir l'image d'un Diesel plus intéressant économiquement que l'essence, sous l'influence très marquée des incitations gouvernementales (taxes moindres sur les carburants Diesel…).

## Records de vitesse
- 25 août 1973 : l'Américain Virgil Snyder décroche le record de vitesse sur véhicule Diesel à bord du Thermo King Streamliner, sur la plaine salée de Bonneville dans l'Utah, à une vitesse de 379,413 km/h.
- 22 août 2006 : trente-trois ans plus tard, sur le même site, le pilote anglais Andy Green bat enfin le record, à bord de son JCB Dieselmax (en) (véhicule de neuf mètres équipé de deux moteurs Diesel de 750 ch chacun), avec une vitesse chronométrée à 529,099 km/h[99]. Il améliore sa performance dès le lendemain, avec une vitesse cette fois portée à 563,418 km/h[100].